# Taogang (ort i Kina, Hubei Sheng, lat 29,94, long 115,26)
Taogang är en ort i Kina. Den ligger i provinsen Hubei, i den centrala delen av landet, omkring 120 kilometer sydost om provinshuvudstaden Wuhan. Antalet invånare är 28 052. Befolkningen består av 13 514 kvinnor och 14 538 män. Barn under 15 år utgör 20,0 %, vuxna 15-64 år 72 %, och äldre över 65 år 6,0 %.
Runt Taogang är det tätbefolkat, med 397 invånare per kvadratkilometer. Närmaste större samhälle är Wuxue Shi, 14,9 km öster om Taogang. 
Genomsnittlig årsnederbörd är 2 084 millimeter. Den regnigaste månaden är maj, med i genomsnitt 332 mm nederbörd, och den torraste är januari, med 56 mm nederbörd.